# Lorenzo del Río
Lorenzo Jesús del Río Fernández (Jódar, Jaén, 9 de diciembre de 1956) es un magistrado y jurista español. Desde 2010 es presidente del Tribunal Superior de Justicia de Andalucía, Ceuta y Melilla.

## Biografía
Hijo de Juan del Río, magistrado juez de profesión, la infancia de Lorenzo del Río estuvo marcada por la vocación de juez. También su hermana, Lourdes Del Río Fernández, es magistrada,. Lorenzo del Río se licenció en Derecho por la UNED. Casado y padre de tres hijos, Lorenzo del Río ha compaginado su actividad profesional con el ejercicio de la docencia desde el año 1990 al año 2005 como profesor asociado a tiempo parcial de Derecho Penal en la Universidad de Cádiz y de Derecho Penitenciario en el Instituto de Criminología de la misma. 
Ingresó en la carrera judicial en 1980 y desde entonces ha pasado por los juzgados de Jerez de la Frontera, Sanlúcar de Barrameda y Las Palmas de Gran Canaria.

## Trayectoria
En 1984 accedió como magistrado a la Audiencia Provincial de Cádiz, Audiencia que presidió desde el 23 de noviembre de 1998. En diciembre de 2010 fue elegido presidente del Tribunal Superior de Justicia de Andalucía, Ceuta y Melilla (TSJA), cargo en el que ha obtenido un segundo mandato.

### Auto de los ERE
En septiembre de 2013, Lorenzo del Río, presidente del Tribunal Superior de Justicia de Andalucía (TSJA), pidió a la jueza Alaya que trasladara “cuanto antes” el proceso que instruye sobre los ERE a su “juez natural, predeterminado por la ley”. “Yo creo que la propia juez es consciente de que en un tiempo ya cercano tiene que ir delimitando esta instrucción, cerrándola, para que se pueda ir llevando [la causa] a los tribunales de instrucción que correspondan, dado que el proceso ha entrado en unos tiempos delicados”, afirmó Del Río.